# Gorzkiewki
Gorzkiewki – dawna wieś, a obecnie fragment osiedla Paluch w granicach dzielnicy Włochy w Warszawie.

## Położenie
Osiedle znajduje się w południowo-wschodniej części dzielnicy Włochy i graniczy z osiedlami:
- Okęcie w dzielnicy Włochy,
- Służewiec w dzielnicy Mokotów,
- Grabów w dzielnicy Ursynów,
- Jeziorki Północne w dzielnicy Ursynów,
- Wyczółki w dzielnicy Ursynów.

## Historia
- XIII-XIV w założenie wsi przez potomków rycerza Gotarda Rakowskiego
- XV w pierwsze wzmianki o wsi szlacheckiej własności Zbarskich
- 1451 lokacja na prawie chełmińskim wsi Gorzkiewki przez księcia mazowieckiego Bolesława IV
- 1528 wieś staje się własnością Babickich
- około 1628 wojewoda inowrocławski Jakub Hieronim Rozdrażewski, właścicielowi Gorzkiewek i Służewca, nabywa sąsiednią wieś Zbarż
- 1886 wzniesienie Fortu VII Zbarż przez władze carskie na polach pomiędzy Gorzkiewkami a Zbarżem, co spowodowało zahamowanie rozwoju wsi
- 1933 rozpoczęcie budowy linii kolejowej łączącej Warszawę z Radomiem przez Czachówek i Warkę, ukończenie i uruchomienie miały miejsce rok później[2]
- 1938 przyłączenie do Warszawy terenów na wschód od radomskiej linii kolejowej
- 1951 przyłączenie do Warszawy terenów na zachód od radomskiej linii kolejowej.

## Współczesność
Obecnie teren wsi Gorzkiewki przecina linia kolejowa w kierunku Radomia, a obszar ten zajęty jest przez lotnisko Chopina. Zgodnie z decyzją Rady m.st. Warszawy z dnia 26 marca 2015 urzędowo zniesiono nazwy ulic Barometrycznej i Skawińskiej, przy których dawniej znajdowała się zabudowa mieszkaniowa Gorzkiewek. W 2022 roku uchwałą nr LXVII/2211/2022 z dnia 7 lipca 2022 roku i nr LXXI/2339/2022 z 13 października 2022 roku zniesiono nazwy ulic Winiarskiej i Gorzkiewki.